# Fatty shérif
Pour plus de détails, voir Fiche technique et Distribution.
Fatty shérif (titre original : The Sheriff) est un film américain réalisé par Roscoe Arbuckle, sorti en 1918.

## Fiche technique
- Titre : Fatty shérif
- Titre original : The Sheriff
- Réalisation : Roscoe Arbuckle
- Scénario : Roscoe Arbuckle
- Producteur : Joseph M. Schenck
- Société de production : Comique Film Corporation
- Société de distribution : Paramount Pictures
- Pays d'origine :  États-Unis
- Langue : film muet avec les intertitres en anglais
- Format : Noir et blanc — 35 mm — 1,33:1 — Muet
- Genre : Comédie, Film burlesque
- Durée : 23 minutes
- Dates de sortie :
  - États-Unis : 24 novembre 1918

## Distribution

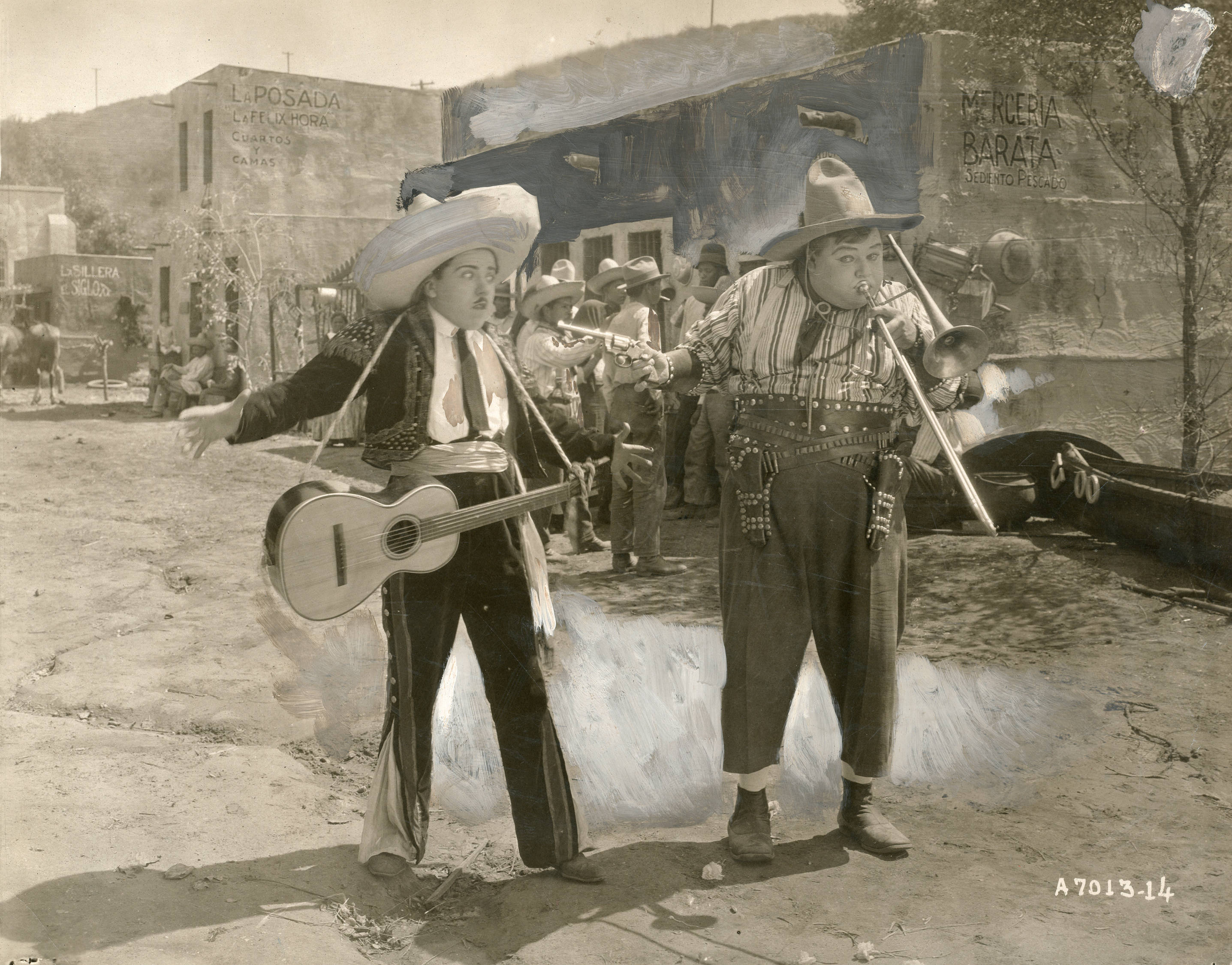
Fatty Arbuckle dans une scène du film.

- Roscoe Arbuckle : Fatty
- Betty Compson :
- Monty Banks :
- Glen Cavender :
- Luke le chien

## À noter
- The Sheriff, le titre original de Fatty shérif, est également un titre alternatif d'un autre film de Fatty réalisé peu de temps auparavant : Fatty bistro (Out West).